# Robert Wood Johnson Foundation
Die Robert Wood Johnson Foundation (RWJF) ist in den Vereinigten Staaten die größte Stiftung, die sich ausschließlich auf das Thema Gesundheit konzentriert; sie hat ihren Sitz in Princeton, New Jersey.

## Geschichte
Die Stiftung ging aus der 1936 gegründeten Johnson-New Brunswick Foundation hervor und erhielt 1952 ihren jetzigen Namen. Der Unternehmer Robert Wood Johnson II. baute das Familienunternehmen Johnson & Johnson zum weltweit größten Hersteller von Gesundheitsprodukten aus. Als er im Jahr 1968 starb, hinterließ er der Stiftung über 10 Millionen Aktien seines Unternehmens. Mit diesem Kapital weitete die bis dahin regional aktive Stiftung ihren Aktionsradius auf nationaler Ebene aus. Eines der ersten Projekte war die technische Ausstattung notfallmedizinischer Systeme in 32 US-Bundesstaaten.

## Stiftungszwecke
Das Ziel der Stiftung ist die Verbesserung der Gesundheitsversorgung in den Vereinigten Staaten. Sie fördert Gesundheitsprogramme von Basisbewegungen und staatlichen Einrichtungen und vergibt Zuschüsse für Forschungen im Gesundheitsbereich wie Gesundheitsversorgung, Adipositas bei Kindern. Daneben unterstützt sie die Ausbildung von Ärzten und Krankenschwestern. Andere Themen von Interesse für die Stiftung sind soziale und wirtschaftliche Faktoren, die sich auf die Gesundheit auswirken können, wie Wohnqualität, Gewalt, Armut und Zugang zu frischen Lebensmitteln. Sie unterstützt außerdem die Plattform factcheck.org (2021 mit 63.418 US-Dollar).